# Moraleda de Zafayona
Moraleda de Zafayona er en by og kommune i det sydøstlige Spanien i provinsen Granada. Den har et indbyggertal på 3.127 (2024) indbyggere.